# Forn d'oli de ginebre
Els forns d'oli de ginebre servien per obtenir aquest tipus d'oli, producte semblant al quitrà que es feia servir en veterinària per combatre la ronya (malaltia de la pell) dels animals i en perfumeria. S'obtenia mitjançant la combustió dels troncs de l'arbust del ginebre.
Els forns que es feien servir són unes construccions de mida petita, de planta més o menys circular, assentades sobre una roca en forma de cubeta i amb una coberta en cúpula.
Hi havia una boca per on s'introduïa la llenya per a cremar els troncs de ginebre. Aquests desprenien una substància que sortia per un orifici i es recollia en una pica exterior. Després d'un senzill procés de purificació, s'obtenia l'oli de ginebre.<